# Hein Israël Waterman
Hein Israël Waterman (Arnhem, 28 april 1889 – Delft, 3 februari 1961) was een Joods-Nederlands scheikundige. Hij was een pionier op het gebied van toepassingsmogelijkheden van aardolie en aardolieproducten.

## Biografie
Waterman werd geboren op 28 april 1889 in Arnhem als zoon van Isaac Waterman, die boekhouder was, en Anette van Praag. Waterman groeide op in Arnhem en bracht zijn middelbareschooltijd door aan het Rijks H.B.S. In 1909 voltooide hij de middelbare school en maakte hij de overstap naar de Technische Hogeschool Delft waar hij scheikundige technologie studeerde. Hij behaalde zijn ingenieursdiploma in 1911 en twee jaar later promoveerde hij onder J. Böeseken op het proefschrift Over enige factoren die de ontwikkeling van Penicillium glaucum beïnvloeden. Vervolgens werkte Waterman voor een korte periode in Leiden als assistent bij het Rijksinstituut tot onderzoek van Handelswaren. Daarna werkte hij voor de Middelbare Technische School in Dordrecht waar hij scheikunde doceerde.

### Hoogleraarschap
In 1919 werd Waterman benoemd tot hoogleraar chemische technologie aan de Technische Hogeschool Delft. Zijn oratie was gewijd aan de op dat moment nog niet algemeen aanvaarde opvatting, dat de industrie gebaat is met wetenschappelijk onderzoek. Hij wilde dan ook meewerken aan de wisselwerking tussen chemische industrie en wetenschap.
Direct na aanvang van zijn hoogleraarschap zette Waterman zich in voor het uitbreiden van de apparatenlaboratoria van de Technische Hogeschool. Hierdoor kon hij zijn studenten bekend maken met verschillende bewerkingsmethode van suiker zoals destillatie en filtratie. Later richtte hij een hogedruklaboratorium in, in de kelders van het laboratorium van de Technische Hogeschool aan de Westvest te Delft. Dankzij dit laboratorium was hij in staat om onderzoek te verrichten naar de toepassingen het Bergiusproces op onder andere steenkool, aardolie en katoenolie. In 1927 trouwde Waterman met Maria Jacoba Prins. In 1928 lukte het Waterman als eerste om >99% zuiver oliezuur te creëren. Dit lukte omdat hij een nieuwe procedure om oliezuur te maken had ontwikkeld.
In de jaren dertig ontwikkelde Waterman de Watermanringanalyse. Dat was een grafisch-statistische analysemethode, de zogenoemde n-d-M methode. Toentertijd was het niet mogelijk om de precieze samenstelling van aardolie te achterhalen. Wel konden bepaalde eigenschappen van componenten bepaald worden nadat de moleculen gekraakt werden. Binnen de aardoliefracties kunnen ruwweg (indien zwavel, zuurstof en stikstof buiten beschouwing worden gelaten) drie typen koolwaterstoffen worden onderscheiden. Namelijk de alkanen (ook wel paraffinen genoemd), cycloalkanen (ook wel naftenen genoemd) en de aromaten. Door het uitvoeren van structuurgroepenanalyses konden Waterman en diens collega's het statistisch gemiddelde van de percentages paraffinische koolstof, naftenische koolstof en aromatische koolstof in de aardoliemoleculen bepalen. Daarnaast kon met de Watermanringanalyse het gemiddeld aantal nafteenringen en aromaatringen bepaald worden. Ook kan dankzij het werk van Waterman een aantal andere eigenschappen vastgesteld worden zoals het percentage waterstof dat aanwezig is in gehydrogeneerde oliefracties. Waterman haalde deze getallen uit de specifieke refractie, die een functie is van de brekingsindex en de dichtheid van de olie.
Toen in 1940 de Tweede Wereldoorlog Nederland bereikte werd Waterman in november van dat jaar net als alle Joods-Nederlandse overheidsdienaren door toedoen van de Duitse bezetters geschorst. Op de TH Delft werden o.a. ook A.C. Josephus Jitta en David van Dantzig hierdoor getroffen.
Waterman werd kort daarna samen met zijn gezin op transport gezet naar kamp Westerbork om vervolgens doorgevoerd te worden naar Theresienstadt. Zowel Waterman als zijn gezin hebben het concentratiekamp overleefd. Na de bevrijding werd hij opnieuw aangesteld als hoogleraar aan de Technische Hogeschool Delft.
Tijdens de oorlog was het laboratorium dat Waterman had opgebouwd leeggeroofd. In 1947 kon het laboratorium heropend worden, deze keer aan de Julianalaan in Delft. Tijdens het studiejaar 1947-1948 vervulde hij de functie van rector magnificus. In 1948 werden de resultaten van het onderzoek van Waterman naar de koude-diffusie van suiker bekend. Voorheen was het gebruikelijk om suiker te winnen door een warmte-extractie van suikerbiet. Het probleem met koude-diffusie was dat de suikers het filter tijdens de percolatie verstopten. Waterman behandelde de suikers met koolzuur en kalk. Vervolgens trok hij de substantie door een diffusiebatterij gevuld met zwaveligzuur waarna een goedje overbleef dat met behulp van een ionenwisselaar gereinigd kon worden. Hoewel er belangstelling vanuit de industrie was voor deze ontwikkeling heeft deze nooit een ingang gevonden binnen de grootschalige industrie.

### Emeritaat

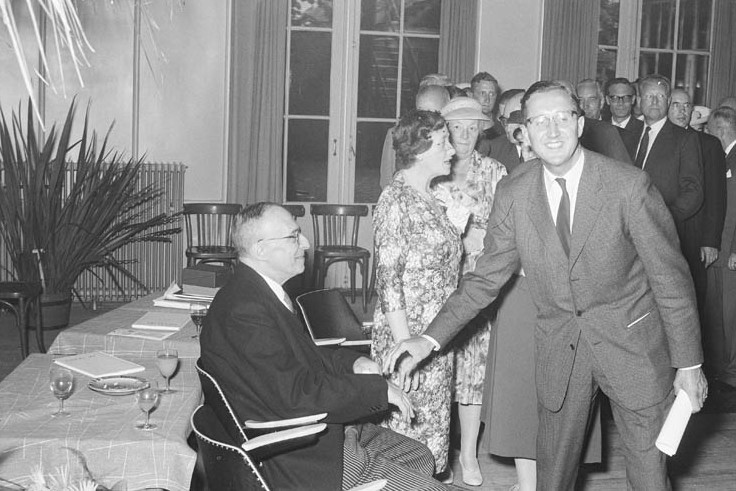
Waterman links in de stoel terwijl hij een hand krijgt tijdens zijn afscheid als hoogleraar.

Waterman ging in 1959 met emeritaat. Zijn afscheidscollege wijdde hij aan het onderwerp ontwikkeling van de chemische industrie en het chemisch technisch en werd gehouden op 26 juni 1959. Na zijn vertrek gaven een aantal van zijn leerlingen de bundel De Oogst uit. Deze bundel is een samenvatting van het onderzoek van Waterman naar de chemie van de verzeepbare oliën en vetten, suikertechnologie en steenkooltechnologie. In 1960 bracht Waterman samen met C. Boelhouwer en D.Th.A. Huibers het overzichtswerk Process Characterisation uit. Het jaar erop overleed hij op 5 februari.
Tijdens zijn carrière heeft hij 73 promovendi begeleid. Hij heeft 604 publicaties op zijn naam staan en is de auteur van zeventien boeken. Daarnaast had hij 65 octrooien op zijn naam staan.

## Erkenning
Waterman heeft gedurende zijn carrière meerdere malen erkenning ontvangen voor zijn werk. Zo is hij bij meerdere instituten benoemd tot erelid. In 1932 bij de Institute of Petroleum Technology, in 1946 bij de Société de chimie industrielle en in 1959 bij het Koninklijk Instituut van Ingenieurs. Daarnaast werd hij onderscheiden door de Universiteiten van Nancy en Luik. Respectievelijk in 1939 en 1946. In 1956 ontving hij de Hoogewerff Gouden Medaille. Tot slot werd hij in 1959 benoemd tot Commandeur in de Orde van Oranje-Nassau. Ook is in de TU-wijk een straat naar hem genoemd, De Watermansweg. In 2017 werd Waterman geselecteerd voor de Alumni Walk of Fame ter gelegenheid van het 175-jarig bestaan van de TU Delft, omdat hij een pionier was op het gebied van chemische technologie, in het bijzonder de analyse, conversie en productie van vooral koolwaterstoffen voor industriële doeleinden.

## Publicaties (selectie)
- H.I. Waterman (1913). Over eenige factoren die de ontwikkeling van Penicillium glaucum beïnvloeden, Technische Hogeschool Delft: Delft (proefschrift)
- H.I. Waterman, C. Boelhouwer & L.J. Revallier (1951). Hydrogenation of fatty oils, Elsevier: New York
- H.I. Waterman, C. Boelhouwer & J. Cornelissen (1958). Correlation between phsysical contstants and chemical structure: Methods of Identification of Mineral and Fatty Oils, Glass, Silicones, and Catalysts., Elsevier Publishing Company: Amsterdam